# Oogsttermiet
De oogsttermiet (Trinervitermes trinervoides) is een insect uit de familie Termitidae.

## Leefwijze
Deze dieren beschermen zichzelf door middel van chemische verdedigingsmiddelen, maar desondanks worden ze door de aardwolf gegeten, omdat deze hiervoor immuun is. In Zuid-Afrika is Trinervitermes trinervoides het voornaamste voedsel van de aardwolf. De termieten verdragen geen direct zonlicht en zijn 's nachts actief. Dan is ook de aardwolf actief, die ze met zijn brede tong van de grond likt. Een aardwolf kan in een nacht tot 300.000 termieten consumeren. In de winterperiode zijn de termieten weinig actief en moet de aardwolf zijn dieet aanvullen met Hodotermes mossambicus, die overdag actief zijn.

## Verspreiding
Deze soort komt voor in zuidelijk Afrika in weilanden.